# Luvstellung
Mit Luvstellung oder Windvorteil bezeichnet man eine vorteilhafte Position eines Kriegsschiffs in Bezug zu einem gegnerischen Schiff. Der Begriff stammt aus dem Zeitalter der Segelschiffe und wird heute nicht mehr verwendet. Ein Schiff besitzt den Windvorteil, wenn es sich windwärts (Luv) eines anderen Schiffs befindet. Nähe zum Festland, Untiefen, Gezeiten und Meeresströmungen sowie Windänderungen durch geografische Gegebenheiten (zum Beispiel durch Berge) spielen eine weitere Rolle.
Ein windwärts gelegenes Schiff kann einfach zu jedem in Windrichtung gelegenen Punkt segeln. Es kann dadurch schnell mit dem Wind auf den Feind zu segeln und somit zu einem gewünschten Zeitpunkt den Abstand auf Gefechtsentfernung verkürzen. Will der Gegner den Abstand verkürzen so muss er zu diesem Zweck mühsam und unter Zeitverlust gegen den Wind aufkreuzen. Wenn ein Segelschiff gegen den Wind kreuzt, erfährt es durch den seitlichen Druck eine Krängung. Durch zu starke Krängung kann der Einsatz der Kanonen eingeschränkt sein. Die windwärts gelegenen Kanonen werden angehoben und man kann mit diesen den Feind nicht mehr anvisieren.
Auch für das Schiff, das den Windvorteil hat, kann die Krängung zum Problem werden. So werden die Kanonen auf der dem Wind abgewandten Seite abgesenkt und zeigen je nach Schräglage des Schiffs auf die Wasseroberfläche. Bei schwerem Seegang kann es passieren, dass Wasser durch die Stückpforten eindringt und diese schließlich geschlossen werden müssen und das untere Batteriedeck nicht verwendet werden kann. Um den Windvorteil zu nutzen, muss das Schiff, das den Windvorteil hat, den Kurs so anpassen, dass es in eine ideale Angriffsposition, bei der es eine moderate Schräglage hat, kommt. Durch die genannten Vorteile geht in der Regel die Initiative von dem Schiff in Luvstellung aus.
Handelt es sich bei dem in Windrichtung gelegenen Schiff um ein schnelleres Schiff, so kann dieses leicht entkommen.